# Nördling
Nördling ist ein Gemeindeteil der Stadt Rain  im Landkreis Donau-Ries (Regierungsbezirk Schwaben, Bayern).

## Geographie
Die Einöde gehört zur Gemarkung Wächtering; sie war früher als Weiler eingestuft. Nördling liegt südöstlich von Rain in einem Seitental des Unteren Lechrains der Aindlinger Terrassentreppe, durch den der Siegenbach, ein rechter Zufluss der Kleinen Paar, fließt.

## Geschichte
Der Ort dürfte in der bayerischen Landnahme des 6./7. Jahrhunderts entstanden sein, beim Ortsnamen vermutet man die Ableitung vom Namen des Sippenältesten Northar. Waren es ehemals fünf Anwesen, so bestand Nördling 1752 nur noch aus drei Bauernhöfen sowie dem Gemeindehaus. 1835 wurden zwei Höfe zusammen gelegt und die Hausnummer 3 in der Folge abgebrochen. Heute besteht der Ort wieder aus drei Hausnummern zuzüglich der Kirche.
Bis zum 30. Juni 1972 gehörte Nördling als Ortsteil von Wächtering zum Landkreis Neuburg an der Donau und fiel dann mit der Gebietsreform in Bayern an den Landkreis Donau-Ries, der bis zum 1. Mai 1973 die Bezeichnung Landkreis Nördlingen-Donauwörth trug. Am 1. Januar 1975 wurde die Gemeinde Wächtering und damit auch Nördling in die Stadt Rain eingegliedert.

## Wallfahrtskirche
Nördling besitzt ein Kirchlein St. Leonhard, zu der früher eine lebhafte Wallfahrt bestand; das Kirchenvermögen ging bei der Inflation 1923 verloren. Das Kirchlein ist ein Bau aus dem Anfang des 18. Jahrhunderts, der Turm anstelle eines Dachreiters wurde 1850 errichtet. Der Altar ist viersäulig aufgebaut mit Schnitzfiguren der beim Landvolk beliebten Heiligen Leonhard, Wendelin und Florian.